# Кацов (Кутна Хора)
Кацов (чеш. Kácov) је насељено мјесто са административним статусом варошице (чеш. městys) у округу Кутна Хора, у Средњочешком крају, Чешка Република.

## Становништво
Према подацима о броју становника из 2014. године насеље је имало 777 становника.